# 恋愛体質〜30歳になれば大丈夫
『恋愛体質〜30歳になれば大丈夫』（れんあいたいしつ〜さんじっさいになればだいじょうぶ、朝: 멜로가 체질）は、2019年に放送された韓国のテレビドラマ。出演は、チョン・ウヒ、チョン・ヨビン、ハン・ジウン、アン・ジェホン、コンミョンなど。韓国JTBCで2019年8月9日から9月28日まで毎週金・土曜日20:30（KST）から放送された。

## あらすじ
ドラマ脚本家アシスタントのジンジュ（チョン・ウヒ）、ドキュメンタリー映画監督のウンジョン（チョン・ヨビン）、ドラマ制作会社マーケティングチーム長のハンジュ（ハン・ジウン）は、それぞれの事情を抱えながら、ウンジョンの弟ヒョボン（ユン・ジオン）、ハンジュの息子イングク（ソル・ウヒョン）と共に5人で暮らしていた。ジンジュはコンテストに応募した作品「30歳になれば大丈夫」がドラマ監督のボムス（アン・ジェホン）の目に留まり、映像化されることになるが、大学時代から7年間付き合っていた元恋人ファンドン（イ・ユジン）がボムスの助監督として現れる。ウンジョンは最愛の恋人ホンデ（ハン・ジュヌ）の死を受け入れられず、何もしない日々が続いていたが、大学の同期で女優のソミン（イ・ジュビン）と再会したことで、ソミンのドキュメンタリーを制作することになる。シングルマザーのハンジュは、日々父親に似てくる息子イングクに悪戦苦闘しつつ、ドラマにプロダクトプレイスメントを入れる仕事を新入社員のジェフン（コンミョン）と力を合わせて乗り越えていたが、ある日、ジェフンの恋人が男とホテルに入るところを目撃してしまう。

## 登場人物

### 主要人物
イム・ジンジュ
演 - チョン・ウヒ
新人ドラマ脚本家。大学時代から7年間ファンドンと付き合っていたが、破局と復縁を繰り返した末に別れる。
イ・ウンジョン
演 - チョン・ヨビン
ドキュメンタリー映画監督。自ら立ち上げた会社で制作したドキュメンタリー映画が大ヒットする。最愛の恋人ホンデを亡くしたことで持続性複雑死別障害を患い、しばしばホンデの幻覚に話しかけている。
ファン・ハンジュ
演 - ハン・ジウン
ドラマ制作会社マーケティングチーム長。8歳の息子を持つシングルマザー。
ソン・ボムス
演 - アン・ジェホン
次々とヒット作を制作した有名ドラマ監督。ジンジュの脚本「30歳になれば大丈夫」のドラマ制作を決める。
チュ・ジェフン
演 - コンミョン
ハンジュのマーケティングチームに配属された新入社員。恋人ハユンとの関係に悩んでいる。

### ジンジュ周辺の人物
キム・ファンドン
演 - イ・ユジン
ジンジュの元恋人で、ボムスの助監督。
チョン・ヘジョン
演 - ペク・ジウォン
ジンジュがアシスタントをしていた人気脚本家。
イム・ジヨン
演 - ペク・スヒ
ジンジュの妹。

### ウンジョン周辺の人物
イ・ヒョボン
演 - ユン・ジオン
ウンジョンの弟。作曲家。
ホンデ
演 - ハン・ジュヌ
ウンジョンの病死した恋人。
イ・ソミン
演 - イ・ジュビン
女優。ウンジョンの大学の同期。
キム・アラン
演 - リュ・アベル
ドキュメンタリー監督。ウンジョンの先輩。
サンス
演 - ソン・ソック
CM監督。

### ハンジュ周辺の人物
ファン・イングク
演 - ソル・ウヒョン
ハンジュとスンヒョの息子。小学生。
イ・ソジン
演 - キム・ヨンア
ハンジュの勤めるドラマ制作会社の代表
ノ・スンヒョ
演 - イ・ハクジュ
ハンジュの元夫で、イングクの父親。コメディアン。

### ボムス周辺の人物
ソン・インジョン
演 - チョン・スンギル
ボムスの勤める放送局JBCのドラマ局長。
ソ・ドンギ
演 - ホ・ジュンソク
ボムスの同僚。
ダミ
演 - イ・ジミン
JBC社員食堂の栄養士。
ソルビ
演 - ナム・ヨンジュ
ボムスの元恋人。作詞家で、ヒョボンの仕事仲間。

### その他
イ・ミンジュン
演 - キム・ミョンジュン
ソミンのマネージャー。
ソ代表
演 - パク・ヒョンス
ソミンの所属事務所の代表。
ハユン
演 - ミラム
ジェフンの恋人。

## 制作
本作の共同脚本・共同監督を務めたイ・ビョンホンは、映画『二十歳』の公開後、2015年に本作の制作に着手した。イ監督は、「女性だけではなく、関係を終えて新しいことを始める人々の物語を描きたい。2時間では足りないので、ドラマ形式を選んだ」と述べている。
初期の仮タイトルは、『汝矣島スキャンダル（여의도 스캔들）』であった。当初は2017年にtvNで『花遊記』の後番組として放送される予定だったが、実現しなかった。
最初の台本読み合わせは、2019年3月13日に韓国ソウル特別市上岩洞で行われた。
2019年7月12日、ウンジョンの弟イ・ヒョボン役にキャスティングされていたオ・スンユンが、飲酒運転幇助および教唆の疑いで立件されたことを受けて降板した。同氏が出演していた1話から14話までのシーンは全て撮り直しとなり、ドラマの放送開始も7月26日から8月9日に2週間延期となった。7月19日、代役としてユン・ジオンがキャスティングされたことが発表された。

## 日本での放送・配信

### テレビ放送
- BS朝日にて、2020年12月2日から12月23日まで、全16話（字幕版）で放送された[20]。
- フジテレビTWOにて、2021年9月13日から10月6日まで、全16話（字幕版）で放送された[21]。
- テレビ大阪にて、2022年5月から全20話（吹替版）で放送予定[2]。
  - 日本語吹替版キャスト
    - イム・ジンジュ（チョン・ウヒ） - 城内由茄子[2]
    - ソン・ボムス（アン・ジェホン） - 黒澤剛史[2]
    - チュ・ジェフン（コンミョン） - 新祐樹[22]
    - イ・ウンジョン（チョン・ヨビン） - 早川舞[2]
    - ファン・ハンジュ（ハン・ジウン） - 島田愛野[2]
    - サンス（ソン・ソック） - 三上哲[22]
    - キム・ファンドン（イ・ユジン） - 寺島惇太[2]
    - イ・ヒョボン（ユン・ジオン） - 渡辺紘[2]

### DVD・配信
- DVDは全32話の日本再編集版（字幕版）でリリースされており、各種VODサイトでも配信されている[1]。

## オリジナルサウンドトラック

### パート1
| #         | タイトル        | 作詞      | 作曲・編曲 | アーティスト | 時間 |
| --------- | --------------- | --------- | ---------- | ------------ | ---- |
| 1.        | 「慰め」(위로)  | Hen       | Hen        | クォン・ジナ | 3:16 |
| 2.        | 「慰め」(Inst.) |           | Hen        |              | 3:16 |
| 合計時間: | 合計時間:       | 合計時間: | 6:32       |              |      |

### パート2
| #         | タイトル               | 作詞       | 作曲・編曲 | アーティスト   | 時間 |
| --------- | ---------------------- | ---------- | ---------- | -------------- | ---- |
| 1.        | 「作家未定」(작가미정) | Shin On-yu | Shin On-yu | シン・インリュ | 3:49 |
| 2.        | 「作家未定」(Inst.)    |            | Shin On-yu |                | 3:49 |
| 合計時間: | 合計時間:              | 合計時間:  | 7:38       |                |      |

### パート3
| #         | タイトル                                                                                    | 作詞           | 作曲・編曲     | アーティスト       | 時間 |
| --------- | ------------------------------------------------------------------------------------------- | -------------- | -------------- | ------------------ | ---- |
| 1.        | 「揺れる花の中で君のシャンプーの香りを感じた」(흔들리는 꽃들 속에서 네 샴푸향이 느껴진거야) | Jang Beom-june | Jang Beom-june | チャン・ボムジュン | 2:48 |
| 2.        | 「揺れる花の中で君のシャンプーの香りを感じた」(Inst.)                                       |                | Jang Beom-june |                    | 2:48 |
| 合計時間: | 合計時間:                                                                                   | 合計時間:      | 5:36           |                    |      |

### パート4
| #         | タイトル               | 作詞            | 作曲・編曲  | アーティスト | 時間 |
| --------- | ---------------------- | --------------- | ----------- | ------------ | ---- |
| 1.        | 「嘘だね」(거짓말이네) | Lundi Blues Hen | Lundi Blues | ユ・スンウ   | 3:10 |
| 2.        | 「嘘だね」(Inst.)      |                 | Lundi Blues |              | 3:10 |
| 合計時間: | 合計時間:              | 合計時間:       | 6:20        |              |      |

### パート5
| #         | タイトル             | 作詞         | 作曲・編曲 | アーティスト   | 時間 |
| --------- | -------------------- | ------------ | ---------- | -------------- | ---- |
| 1.        | 「Moonlight」        | Kim Cho-yeon | Nodded     | ハ・ヒョンサン | 3:28 |
| 2.        | 「Moonlight」(Inst.) |              | Nodded     |                | 3:28 |
| 合計時間: | 合計時間:            | 合計時間:    | 6:56       |                |      |

### パート6
| #         | タイトル                 | 作詞      | 作曲・編曲 | アーティスト | 時間 |
| --------- | ------------------------ | --------- | ---------- | ------------ | ---- |
| 1.        | 「Far From Melo」        | ZEEBOMB   | ZEEBOMB    | ZEEBOMB      | 4:29 |
| 2.        | 「Far From Melo」(Inst.) |           | ZEEBOMB    |              | 4:29 |
| 合計時間: | 合計時間:                | 合計時間: | 8:58       |              |      |

### パート7
| #         | タイトル                                                    | 作詞           | 作曲・編曲     | アーティスト                | 時間 |
| --------- | ----------------------------------------------------------- | -------------- | -------------- | --------------------------- | ---- |
| 1.        | 「揺れる花の中で君のシャンプーの香りを感じた」(Actors Ver.) | Jang Beom-june | Jang Beom-june | チョン・ウヒ アン・ジェホン | 3:21 |
| 2.        | 「揺れる花の中で君のシャンプーの香りを感じた」(Ballad Ver.) | Jang Beom-june | Jang Beom-june | SAya Jaeyeon                | 4:46 |
| 合計時間: | 合計時間:                                                   | 合計時間:      | 8:07           |                             |      |

### パート8
| #         | タイトル                  | 作詞              | 作曲・編曲  | アーティスト                | 時間 |
| --------- | ------------------------- | ----------------- | ----------- | --------------------------- | ---- |
| 1.        | 「Moonlight」(Cello Ver.) |                   | Nodded      | ホン・ジンホ                | 3:30 |
| 2.        | 「遅い歩み」              | Lee Ha-jin        | MILO        | ユン・ジオン ナム・ヨンジュ | 3:49 |
| 3.        | 「匂いはする」            | Choi Jung-in MILO | MILO        | ナム・ヨンジュ              | 3:03 |
| 4.        | 「嘘だね」(Folk Ver.)     | Lundi Blues Hen   | Lundi Blues | Lundi Blues                 | 3:12 |
| 合計時間: | 合計時間:                 | 合計時間:         | 13:34       |                             |      |

## 視聴率
| 1 | 2019年8月9日  | 1.790% |
| 2 | 2019年8月10日 | 1.035% |
| 3 | 2019年8月16日 | 1.723% |
| 4 | 2019年8月17日 | 1.531% |
| 5 | 2019年8月23日 | 1.596% |
| 6 | 2019年8月24日 | 1.478% |
| 7 | 2019年8月30日 | 1.544% |
| 8 | 2019年8月31日 | 1.190% |
| 9 | 2019年9月6日  | 1.521% |
| 10 | 2019年9月7日  | 1.849% |
| 11 | 2019年9月13日 | 1.016% |
| 12 | 2019年9月14日 | 1.324% |
| 13 | 2019年9月20日 | 1.270% |
| 14 | 2019年9月21日 | 1.651% |
| 15 | 2019年9月27日 | 1.489% |
| 16 | 2019年9月28日 | 1.803% |
| 平均 | 平均          | 1.488% |
| - 上の表において、青字は最低視聴率、赤字は最高視聴率を表す。 - 本作は、通常、地上波放送（KBS、SBS、MBC、EBS）と比べて視聴者数の少ない、有料ケーブルチャンネルで放送された。 |               |        |

## 受賞歴
| 年     | 賞                            | 部門                         | 受賞者                                                               | 結果       | 参照   |
| ------ | ----------------------------- | ---------------------------- | -------------------------------------------------------------------- | ---------- | ------ |
| 2019年 | 第11回Melon Music Awards      | ベストOST賞                  | 『揺れる花の中で君のシャンプーの香りを感じた』（チャン・ボムジュン） | ノミネート |        |
| 2019年 | 第21回Mnet Asian Music Awards | ベストOST賞                  | 『揺れる花の中で君のシャンプーの香りを感じた』（チャン・ボムジュン） | ノミネート | [ 32 ] |
| 2020年 | 第56回百想芸術大賞            | 女性新人演技賞（TV番組部門） | チョン・ヨビン                                                       | ノミネート | [ 33 ] |